# Maresville
Maresville település Franciaországban, Pas-de-Calais megyében. Lakosainak száma 94 fő (2022. január 1.). Maresville Longvilliers, Bréxent-Énocq és Tubersent községekkel határos.

## Népesség
A település népességének változása:
| Lakosok száma | 93   | 98   | 101  | 102  | 103  | 105  | 101  | 98   | 94   |
|               | 2013 | 2015 | 2016 | 2017 | 2018 | 2019 | 2020 | 2021 | 2022 |